# Rio Bistra (Arieș)
O Rio Bistra é um rio da Romênia afluente do Rio Arieş, localizado no distrito de Alba.